# Euxoa pseudoeruta
Euxoa pseudoeruta là một loài bướm đêm trong họ Noctuidae.